# AKERON MP
L'AKERON MP (Moyenne Portée), anciennement appelé Missile Moyenne Portée [MMP] est un missile antichar développé par MBDA pour remplacer le missile Milan dans l'armée de terre française à partir de 2017. L'AKERON LP est une version longue portée destinée à être lancée depuis un véhicule terrestre ou un vecteur aérien.

## Historique

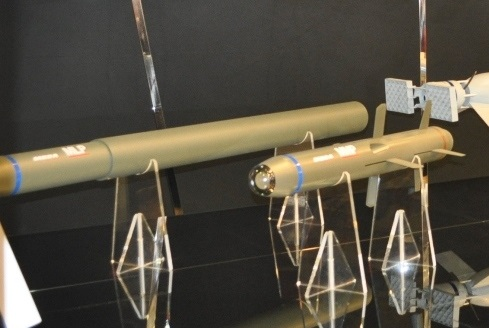
Exposition des missiles MLP et MMP au Salon de Bourget de 2011.

En 2009, l'armée de Terre française cherche à remplacer ses missiles Milan. En effet, le retour d'expérience d'Afghanistan a conduit l'état-major à faire évoluer le besoin opérationnel. La nécessité d'avoir des missiles de type « tire et oublie » capables d'être tirés à partir de milieux confinés (maisons, terrains obstrués) conduit, au détriment du projet Milan ER de MBDA, à l'achat en urgence opérationnelle de missiles Javelin. Pour répondre à cette nouvelle exigence, MBDA décide de développer une toute nouvelle gamme de missiles, dont un premier membre, le MMP (pour Missile Moyenne Portée), sera lancé sur fonds propres. Une première proposition non sollicitée est transmise à la Direction générale de l'Armement [DGA] en février 2010.
Le 30 décembre 2011, les programmes MMP et Anti-navire léger font l'objet d'un contrat de levée de risques avec la DGA, mais les lancements sont décalés en raison de l'alternance politique. Quelques mois plus tard, le projet de loi de financement du budget de la Défense énumère les caractéristiques attendues par la DGA : « Le système de combat Missile moyenne portée (MMP) est destiné à équiper les unités de combat au contact et les forces spéciales d’une capacité d’agression polyvalente et précise. Pouvant agir seules, à pied et sans appui immédiat, dans des environnements caractérisés par leur complexité (actions jour-nuit, imbrication et multiplicité des acteurs…) et leur variété (zone urbaine, montagne…), ces unités font face à une forte diversité des menaces. Le MMP doit pouvoir détruire des cibles terrestres, fixes ou mobiles dont des chars de dernière génération, des véhicules légers, mais également neutraliser du personnel débarqué ou abrité dans des postes de défense bâtis ou de circonstance. Il garantira la sauvegarde du tireur dans des phases d’engagement grâce à sa simplicité de mise en œuvre ainsi qu’à ses capacités « tire et oublie » et de tir en espace confiné. »
Le 16 octobre 2013, le général Bertrand Ract-Madoux, alors chef d’état-major de l’armée de Terre, est auditionné par la Commission de la défense nationale et des Forces armées au sujet du projet de loi de finances pour 2014. Devant la commission, il relève que « l’acquisition de cet armement, qui constituera un élément majeur de nos unités de combat d’infanterie et de cavalerie, permettra de remplacer trois armements par deux. Ce programme contribue donc à l’effort général d’économie sur les moyens et de rationalisation de l’armée de Terre ».
Le 3 décembre 2013, la DGA notifie à la société MBDA France le contrat de développement et production du missile,,,,,. Quelques jours plus tard, le 18 décembre 2013, la loi de programmation militaire 2014-2019 confirme que le missile antichar Milan sera remplacé à partir de 2017 par le missile moyenne portée (MMP).
Le 2 février 2015, la DGA réalise avec succès le premier tir d'essai du MMP, le missile détruisant une cible fixe distante de plus de quatre kilomètres sur le site de la DGA Techniques terrestres de Bourges. Au total, une vingtaine de tirs de développement et de qualification et de nombreux essais au sol ont permis de valider l’ensemble des performances requises par les Forces armées françaises. Un dernier tir réalisé le 6 avril 2017 ouvre la voie à la qualification du missile.
L'armée française a reçu ses 20 premiers postes de tir et ses 50 premiers missiles entre le 15 et le 23 novembre 2017. Le système d’armes remplacera progressivement les missiles Milan, ainsi que le VAB Mephisto et en partie l'Eryx. Il équipera les unités d’infanterie et de cavalerie de l’armée de Terre dont les EBRC Jaguar, ainsi que les forces spéciales des trois armées. Les premiers matériels livrés avec leurs moyens de simulation servent à la formation des futurs utilisateurs.
Le 10 mai 2018, on annonce deux tirs réussis sur des cibles à cinq km. Du 25 août 2018 au 22 septembre 2018, la DGA, la Section Technique de l'armée de Terre (STAT) et MBDA ont organisé une campagne de test afin d’évaluer les performances du MMP en environnement chaud. Neuf tirs au cours de scénarios opérationnels ont été effectués et tous les missiles ont atteint leur cible. La force maritime des fusiliers marins et commandos en a profité pour conduire, avec succès, deux tirs depuis l’embarcation commando à usage multiple embarquable (ÉCUME).
L’armée de Terre déploie le MMP en opérations à partir de décembre 2018 lors d’une opération menée par le Groupement tactique Désert [GT-D] « Picardie », constitué autour du 1er Régiment d’Infanterie au Sahel, dans la zone dite des trois frontières, car située aux confins du Mali, du Niger et du Burkina Faso. Le premier tir opérationnel est effectué au printemps 2019 par la Task Force Hydra.
Début 2019, en Suède, la DGA et la STAT ont organisé une campagne dite « temps froid » afin d’évaluer les performances du MMP dans un environnement aux températures comprises entre −15 °C et −30 °C. Trois tirs ont été effectués avec succès. En 2021, une lettre d’intention est signée avec la France pour développer leur partenariat.
En novembre 2021, MBDA annonce que le 1000e MMP venait d’être remis au Service interarmées des munitions.
Au début du mois de juin 2022, MBDA renomme le MMP en AKERON, une famille de missiles antichars qui comprend l'AKERON MP (Moyenne Portée) et l'AKERON LP (Longue Portée).
Le 2 janvier 2023, la Direction générale de l’armement indique avoir passé commande de 200 AKERON MP supplémentaires à MBDA.
En avril 2023, la Suède signe un accord de développement, en vue d'intégrer le missile dans son armée, renommé « Rbs 58 » dans la nomenclature suédoise. En décembre de cette même année, la France et la Suède élargissent encore leur coopération : développement commun et production d’un chercheur de nord, permettant de fixer un cap en s’affranchissant du GPS ; recherches pour augmenter la létalité du missile sur différentes cibles et de ses capacités en général (non précisées). Les formations aux profit d’unités suédoises devraient démarrer en 2023, le système devant être livré à partir de 2025,.
Lors du salon Eurosatory  2024, MBDA propose le Ground Warden, un module externe qui permet d'améliorer le ciblage par une intelligence artificielle (IA). L'idée est d'exploiter la vidéo fournie lors d'un premier tir pour détecter d'autres cibles potentielles, les désigner au tireur et de guider d'autres tirs, même si les cibles ont bougé. La vidéo d'un drone peut elle aussi être exploitée et voir ainsi sa désignation améliorée. Il est relié au Système d’information du combat de Scorpion (SICS), permettant d'informer toute la chaîne du commandement.

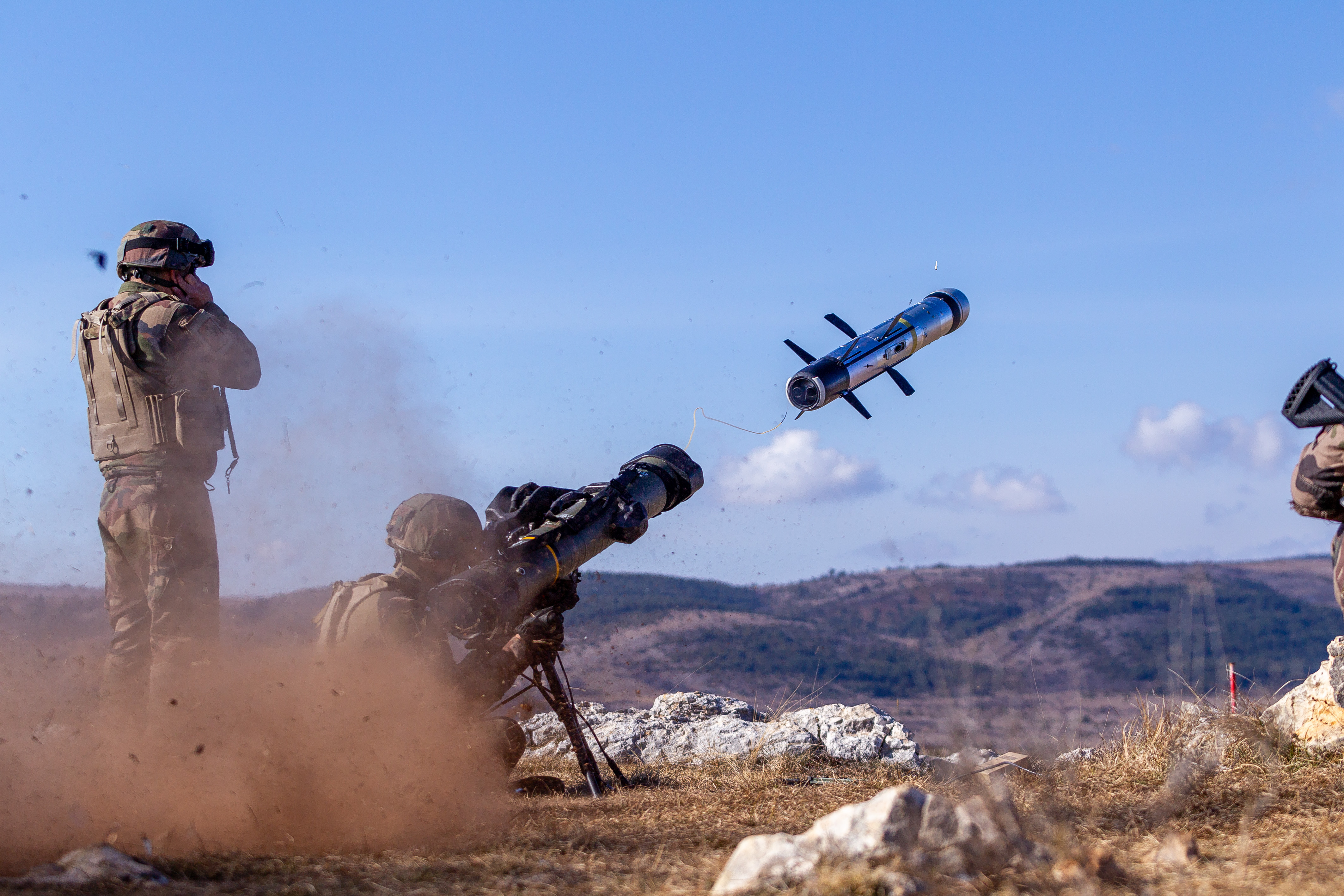
Tir d'un MMP au camp de Canjuers en 2022

## Concepts et défis techniques
Lors de son lancement commercial, pour marquer le saut technico-opérationnel réalisé par le MMP, MBDA a présenté celui-ci comme étant le premier missile de combat terrestre de 5e génération.

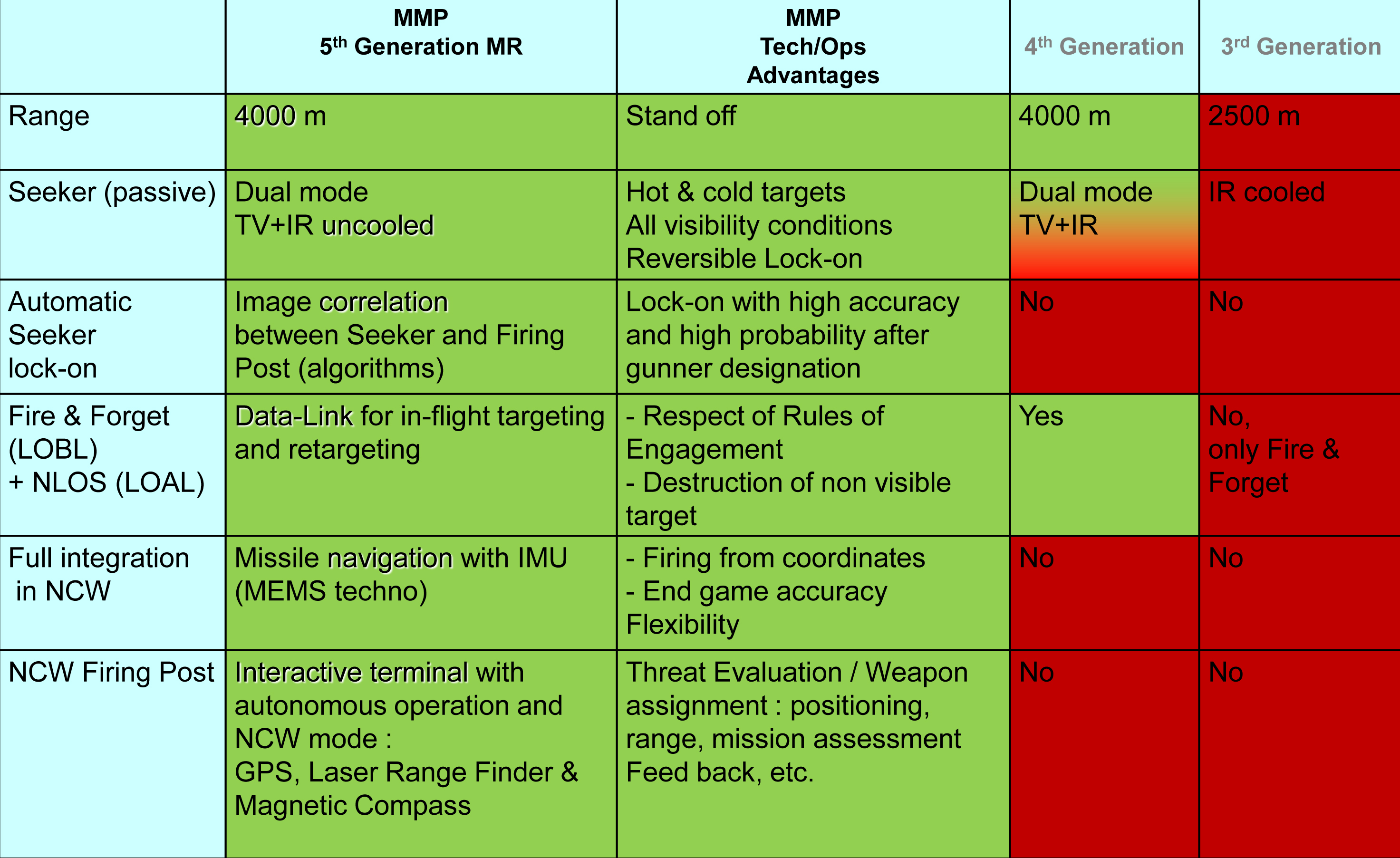
Caractéristiques des différentes générations de missiles

Pour cela, il a fallu résoudre un grand nombre de défis techniques :
- le pilotage/navigation et la propulsion permettant des trajectoires basses ou hautes pour des portées allant de moins de 200 m à plus de 4 kilomètres lors d’un tir opéré par un fantassin, éventuellement à partir d’un espace confiné ;

- les capteurs et le traitement d’images infrarouges et visibles en temps réel (utilisation d’un imageur non refroidi pour la voie infrarouge et TV pour la voie visible, utilisation de la simulation numérique pour la mise au point et la validation des algorithmes)[23] ;

- les algorithmes de traitement d’images permettant d’accrocher et de poursuivre dans des scénarios très variés, à la fois en visible et en infrarouge, des cibles de tous types, sur désignation avant tir comme sur désignation en cours de vol grâce à la transmission des images de l’autodirecteur du missile, ce qui permet à l’opérateur, s’il le souhaite, de conserver la totale maîtrise du missile pendant tout son vol[24] ;

- l’intégration d’une centrale inertielle dans la chaine de guidage confère au missile une capacité de tir au-delà des vues directes, sur coordonnées, d’autant plus pertinente que, le système étant entièrement numérisé, il s’intègre parfaitement à la doctrine « Network Centric Warfare »;

- la numérisation du missile pour disposer d’une charge militaire programmable et donc polyvalente.

En reconnaissance de l’importance du saut technologique accompli, le 27 juin 2017, l’Association de l’Armement Terrestre (AAT) décernait le prix Ingénieur général Chanson, au Responsable du programme MMP chez MBDA et au Directeur du programme MMP à la DGA pour leurs travaux sur le « système d’armes Missile Moyenne Portée MMP ». Ce prix est attribué tous les ans à des travaux ayant fait progresser le domaine de l'armement terrestre, comportant une part certaine d'innovation, mais suffisamment concrets pour être susceptibles d'applications pratiques,,,,.

## Description

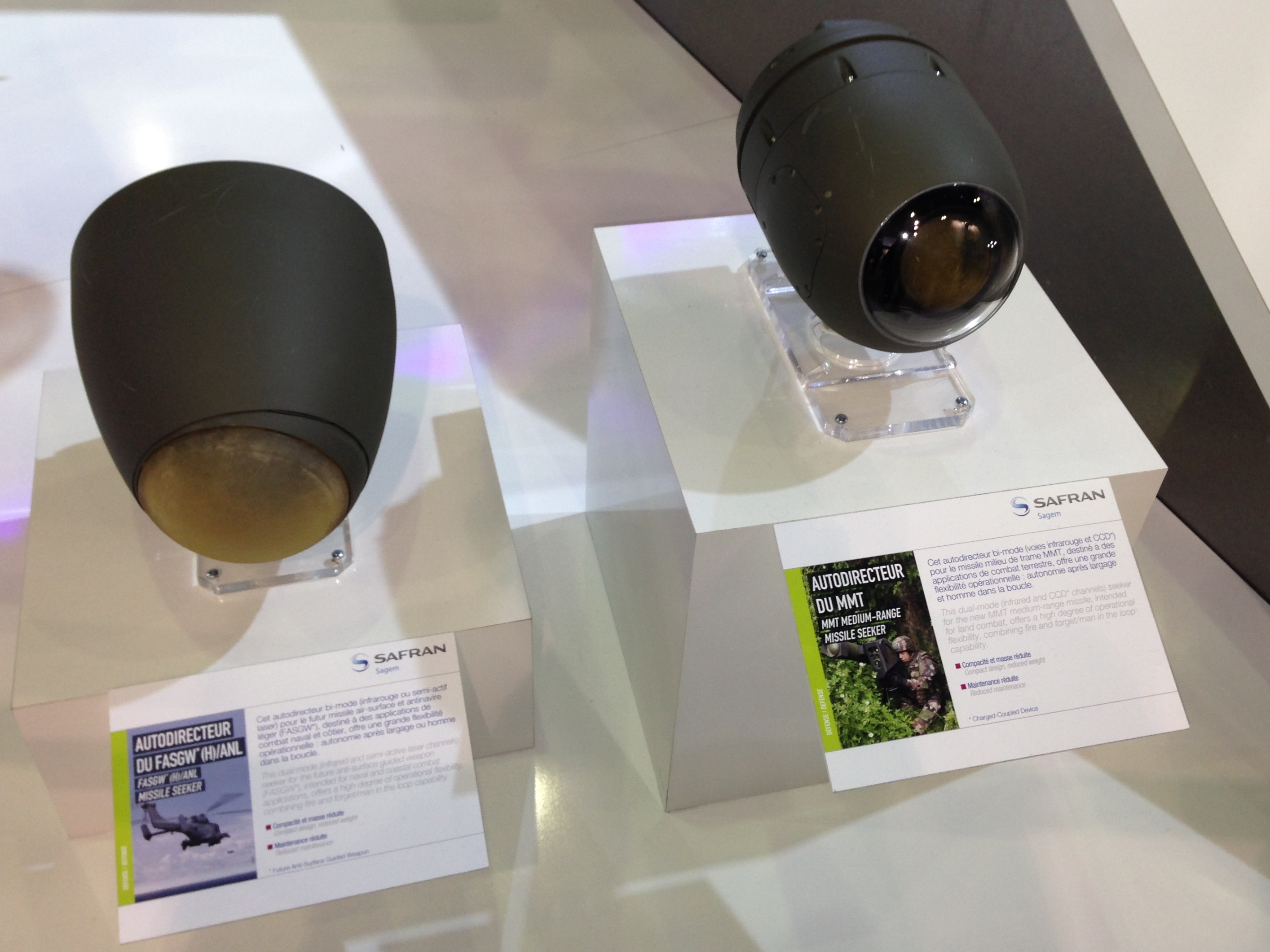
Exposition des autodirecteurs des missiles FASGW(H)/ANL et MMT, fabriqués par Sagem Défense Sécurité.

Le guidage du missile MMP est assuré par un autodirecteur bi-mode, visible et infrarouge, qui assure, selon ses fabricants, en toute circonstance des capacités d’accrochage inégalées, même en zone désertique où la cible et son environnement sont pratiquement à la même température. Le senseur infrarouge est du type microbolomètre « non-refroidi » ; cela évite la présence d’un système cryogénique avec réserve de gaz qu’il faut percuter plusieurs secondes avant le tir, et cela repousse jusqu’à la dernière limite les actions irréversibles de la séquence de tir.
Autre innovation marquante, le missile intègre une unité de mesure inertielle réalisée en technologie MEMS (Micro-ElectroMechanical Systems) dont les informations alimentent à la fois l'autodirecteur et le missile pour les fonctions de pilotage et de navigation. Combiné à la présence d’une liaison de données par fibre optique avec le poste de tir, ce capteur permet une multiplicité de trajectoires (tir tendu ou attaque par le haut, ce deuxième mode permettant d’attaquer les chars par leur tourelle qui est plus vulnérable), et de modes de tir (tire-et-oublie, homme dans la boucle, accrochage avant ou après tir) avec une efficacité optimale constante, y compris pour le tir au-delà de la vue directe.
Les capteurs visible et infrarouge de cet autodirecteur bi-mode sont montés dos à dos sur un axe réversible, un arrangement original qui a pour effet de doubler le champ de vision du missile par rapport à un arrangement où les deux capteurs seraient montés côte à côte. Avec un champ de vision plus large, l’autodirecteur du MMP est capable de détecter et poursuivre des cibles rapides ou à fort défilement pendant son vol.
Enfin, le missile emporte une nouvelle charge militaire tandem de 2 kg aux performances remarquables et qui intègre au choix deux modes de fonctionnement avec effet anti personnel dans les 2 modes : anti-blindage ou anti-infrastructure avec une capacité de détruire des épaisseurs de plus de 2 mètres de béton armé ou plus d’un mètre de blindage homogène laminé RHA (Rolled Homogenous Armour) après ERA (Explosive Reactive Armour),. La charge est développée et produite par Saab Bofors Dynamics Switzerland (anciennement RUAG Warheads) à Thoune en Suisse. Le contrat pour la production des charges a été attribué en juillet 2015, pour des livraisons dès 2017. Saab Bofors Dynamics était en concurrence face à TDW GmbH.
Le poste de tir du fantassin dispose d'un capteur infrarouge haute définition et d'une voie vidéo jour multi-champs, d'un GPS, d'un chercheur de Nord, et, en option, d'un télémètre laser. Ces équipements intégrés distinguent le MMP des missiles de générations antérieures. Pour les tirs à vue directe, la désignation cible est originale et unique. Elle se fait grâce à la corrélation automatique entre les images du poste de tir et celles de l’autodirecteur missile, diminuant le temps de mise en œuvre avant tir, améliorant la capacité de verrouillage sur cible en particulier à portée longue, et limitant de fait les risques d’erreurs.
Le pilotage est permis par quatre gouvernes déployables, et le missile utilise un système d'éjection permettant la mise en sécurité du tireur en cas de tir en espace confiné. Le propulseur (Roxel) est déclenché plus tard (lancement froid) et emporte le missile à une vitesse de croisière de 160 m/s.
Il permet ainsi des progrès notables par rapport au Milan, qui n'a pas de mode « tire et oublie » et qui ne permet pas le tir en espace confiné.
Le système MMP est portable par fantassin, le missile ne pesant que 15 kg dans son tube avec ses bouchons de protection et le poste de tir 11 kg avec sa batterie et son trépied. Le même missile MMP est tirable depuis un véhicule blindé.

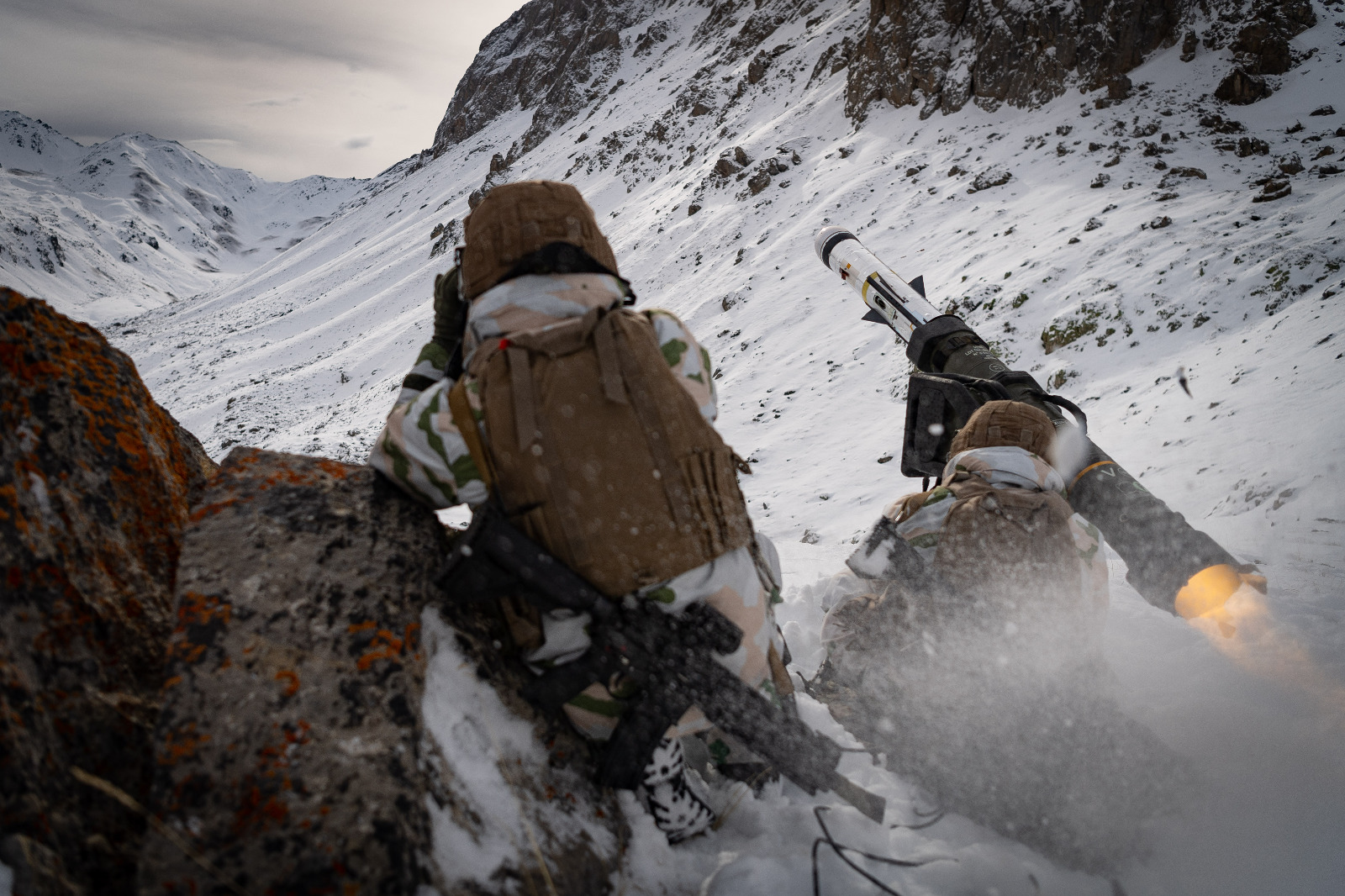
AKERON MP

## Emplois potentiels
Missile destiné initialement au combattant débarqué, le MMP remplace les missiles antichars Milan et Javelin dans l’armée de Terre et dans les forces spéciales. Grâce aux technologies numériques dont sont dotés le missile et son poste de tir, le système MMP est capable d’engager les cibles hors de la portée visuelle aussi bien que les cibles en vue directe et s’intègre parfaitement dans l'environnement numérique du champ de bataille défini par les programmes de combattant du futur FELIN et de mise en réseau SCORPION de l'Armée de terre, aussi bien que sur tout véhicule de combat moderne,.
Outre son utilisation en remplacement de l'actuel missile Milan, le MMP pourrait être intégré sur la tourelle du Multi Purpose Combat Vehicle (MPCV), capable d'emporter 2 ou 4 munitions, ainsi la tourelle T40 de l'engin blindé de reconnaissance et de combat Jaguar emporte deux missiles MMP sous blindage, dans un lanceur rétractable, avec deux autres munitions disponibles en soute.
Pour faciliter l’intégration du MMP sur véhicule de combat, les fonctionnalités du poste de tir fantassin sont regroupées dans un boîtier BEIM (Boîtier Électronique d’Interface Munition), qui assure la communication avec les ensembles de visée optronique et la centrale de navigation déjà présents sur le véhicule.
Lors du salon Eurosatory 2016 à Paris, MBDA dévoilait également la tourelle IMPACT, conçue pour les blindés légers, présentée sur un Panhard PVP Dagger. Cette tourelle de 250 kg emporte les mêmes capteurs que le poste de tir fantassin ainsi que deux missiles MMP et une mitrailleuse d’autoprotection de 7,62 mm avec son chargeur.
Dans le courant de 2017, MBDA a également proposé son MMP sur Patria/BAE Systems AMV35 8x8 (intégré à une tourelle 35 mm de BAE Hägglunds) et sur Rheinmetall Boxer 8x8 vehicle (intégré à une tourelle Lance 30 mm), deux véhicules de combat connectés en compétition dans le cadre du programme Land 400 de l’armée australienne.
Lors du salon Eurosatory 2018, MBDA et Milrem Robotics annoncent le lancement d’une étude de faisabilité pour intégrer le MMP et la tourelle IMPACT sur la plateforme THeMIS (Tracked Hybrid Modular Infantry System) et ce dans le but de développer le premier « drone terrestre antichar »,. Huit mois plus tard, les partenaires en ont présenté une première version grandeur nature du en précisant avoir atteint la phase de concept exploratoire.
À la suite de la réussite de deux tirs d’expérimentation, MBDA et la société Zodiac Milpro ont présenté, à l’occasion du salon Euronaval 2018, la première configuration navale du système MMP prenant en compte le tangage et le roulis des embarcations, le tireur doit enclencher le mode naval qui définit dans le viseur un niveau haut et bas lié à la houle. Le missile, monté sur un poste de tir, y était intégré sur une embarcation semi-rigide de type ECUME. Le dispositif est qualifié en décembre 2023 par la DGA EM, la formation des commandos marine débute en avril 2025. Cette première application navale ouvre la voie à d’autres évolutions du système qui pourrait être adapté, avec une tourelle stabilisée portant quatre munitions prêtes au tir dans des conteneurs lanceurs assurant la protection des missiles contre les environnements marins, pour une intégration sur des vedettes rapides.
Le concept Lynkeus présenté au salon SOFINS 2019, associe le MMP au micro-drone Novadem NX70. L’idée sous-jacente est que le chef d’équipe du poste de tir puisse récupérer les données récoltées par le drone, les traiter et les intégrer pour pouvoir réaliser des tirs hors de la vue directe (BLOS).
Lors du salon IDEX 2019, en partenariat avec le groupe Siham Al Khaleej Technology (SAKT), MBDA a dévoilé une nouvelle solution basée sur son missile. Intégré sur un tourelleau Ghibili lui-même monté sur un buggy de la marque Saluki Motorsport, le MMP entend ainsi répondre aux besoins spécifiques des forces spéciales. Selon le fabricant, la solution n’en est qu’à la phase d’étude exploratoire.
Un partenariat avec la société grecque Altus vise à l'emport de deux missiles sur son drone Atlas 8 à voilure tournante. Il peut voler trois à quatre heures jusqu'à une distance de 100 km, le missile est strictement identique à celui utilisé pour la version terrestre. Le système est nommé Kerveros, les premiers tirs sont prévus en Grèce en juin 2025.

## Version longue portée Akeron LP
Parallèlement, dans le cadre du programme « missile haut de trame » [MHT], une version longue portée (8 km depuis le sol, 10 km depuis un hélicoptère, et jusqu'à 25 km depuis un drone) pour plateforme terrestre, aérienne ou maritime est développée. Elle devait remplacer, à compter de 2021, les missiles Hellfire sur le Tigre, mais le développement est retardé pour des raisons budgétaires. 
En novembre 2020, le ministère des Armées retient la solution de MBDA pour remplacer le Hellfire sur l’hélicoptère Tigre. L’Organisation conjointe de coopération en matière d'armement [OCCAr], mandatée par la France, passait commande à MBDA France les phases de développement, de production et de soutien en service initial du programme « missile air-sol tactique futur » [MAST-F]. Ce contrat comprend l’acquisition de 500 missiles, 100 lanceurs modulaires et 27 simulateurs d’entraînement au tir, pour l’Aviation légère de l’armée de Terre [ALAT]. Les premières livraisons devraient débuter en 2028. 
Mais la modernisation finalement a minima de cet hélicoptère suite au désengagement de l’Allemagne du programme de rénovation conjoint entre ce pays, au fait que les Tigre espagnols sont déjà équipés de missiles Spike ER d’une portée de 8 kilomètres, par des questionnements à la suite des RETEX de la guerre en Ukraine, et enfin par le fait que les hélicoptères pourraient être accompagnés par des drones. En novembre 2022, l’intégration du missile Akeron LP n’est plus d’actualité sur le Tigre et en juillet 2023, la Defense Security Cooperation Agency [DSCA], donne un avis favorable à une demande française pour 1 515 AGM-114. « Le programme MAST-F a ainsi été réorienté (…) vers l’acquisition de missiles sur étagère », indique le ministère des Armées. Les parlementaires observent une forte baisse des crédits alloués à ce programme en 2025. 
Mais il devrait cependant constituer un des armements de l'EuroDrone. Ainsi, il reste inscrit dans le cadre du programme  MAST-F piloté au nom de la France par l’Organisation conjointe de coopération en matière d’armement (OCCAr). En février 2025, un premier tir est réalisé depuis le sol sur un site de DGA Essais de missiles. Évidemment plus lourd - trente-cinq kilos vs. quinze kilos - pour 1,8 mètre de long, Il déploie des ailes lors de son vol. Sa liaison avec l'opérateur, toujours bidirectionnelle (retour image) ne se fait plus par fibre optique comme sur la version courte portée, mais par onde radio. Il bénéficie de l’ajout d’un laser semi-actif à l’autodirecteur du MMP, en plus des voies infrarouge et visible (jour/nuit). Sa charge militaire comporte une charge à fragmentation en plus des deux charges creuses de la version à moyenne portée, ce qui lui confère une capacité  anti-personnels supplémentaire. Deux lanceurs lui sont associés, l'un double (120 kg avec munitions) et l'autre quadruple (200 kg avec munitions). 
En mars 2025, il est tiré depuis un hélicoptère Tigre au centre d'essais de la DGA de Cazaux. Il pourrait être livrable en 2027-2028, mais la décision de le produire en série n'a toujours pas été décidée (avril 2025).

## Utilisateurs
Fixées dans un premier temps à 3 000 missiles, les commandes par la DGA sont réduites par la loi de programmation militaire de 2013. Le contrat initial prévoit une cible de 400 postes de tir et 2 850 missiles. Fin 2022, 414 postes de tir et 1 200 missiles ont été livrés, 38 postes de tir et 200 missiles supplémentaires sont commandés en 2023,.
Le parc interarmées devrait atteindre 400 postes de tir et 1 750 missiles d’ici 2025 selon les prévisions de janvier 2018, chiffre porté a 1 950 missiles selon les prévisions de janvier 2019. Une compagnie d'infanterie, dans le cadre du programme Au contact, doit disposer de deux postes de tir dans sa section d'appui.
En décembre 2017, le Qatar entre en négociations avec le missilier européen MBDA pour l'achat de missiles antichars MMP (missile moyenne portée) pour un montant pouvant atteindre 400 millions d'euros. Le Qatar est actuellement en phase de renouvellement de ses missiles antichars, dont certains doivent bientôt être démantelés. Doha a alors environ 650 missiles à détruire, essentiellement des missiles HOT et quelques dizaines de Milan d'ancienne génération.
La Marine égyptienne, plus précisément ses forces spéciales, ont été aperçues équipées de ce missile en mars 2023. Il s'agit donc du premier client de ce missile à l'export.
L'armée belge doit en recevoir à partir de 2025.
L'armée luxembourgeoise en commande 90 le 21 juillet 2022 pour 31,5 M€. Livrables en unités en 2025.
MBDA vise 9 000 commandes à l'export pour assurer la rentabilité du programme.

### Utilisateurs actuels
Égypte
Aperçus dans les forces spéciales de la marine en 2023, 100 livrés selon le SIPRI. Ces forces spéciales ont réalisé des tirs depuis une de leurs embarcations semi-rigides en 2024.
 France
1 200 livrés à la fin de 2022, 1 950 prévus en 2025. 1 300 missiles supplémentaires sont commandés par la DGA en novembre 2023, avec la livraison d'un premier lot de 200 missiles fin 2025.
 Ukraine
Dons à la suite de l'invasion de l'Ukraine par la Russie en 2022.

### Futurs utilisateurs
Belgique
Achat de 761 missiles en 2022 pour le Jaguar EBRC.
 Luxembourg
Achat de 90 missiles en 2022.
 Suède
Akeron sélectionné en 2023 pour remplacer le RBS 56B BILL 2 (en). Renommé localement « Rbs 58 » Il sera produit sous licence par Saab Bofors Dynamics (alors que sa charge explosive est déjà produite par cette entreprise en Suisse). Il devrait arriver dans les unités en 2025.
 Chypre
Il est annoncé en juin 2024 que 12 véhicules Renault Sherpa équipés de missiles Akeron seront livrés à la garde nationale.

### Utilisateurs potentiels
Autriche
L'Autriche a passé commande pour 225 Pandur Evo 6×6, et parmi ceux-ci, une version antichar est prévue. En 2022, GDELS a présenté pour l'Autriche une variante du Pandur équipée d'un tourelleau MBDA IMPACT (Integrated Precision Attack Combat Turret) équipé du missile Akeron MP et d'une mitrailleuse de calibre 7.62 mm,. De plus, l'Autriche prévoit également de remplacer le missile antichar suédois RBS-56 Bill 2.
 Grèce
Protocoles d'accord signés en février 2024 entre MBDA et les sociétés grecques Miltech et Altus pour développer des systèmes basés sur le missile Akeron MP. L'un des projets vise à intégrer le missile au drone Atlas 8 d'Altus. L'objectif ultime de MBDA est l'adoption du système Akeron MP par l'armée hellénique.
 Portugal
Le missile Akeron MP est l'un des missiles considérés pour le remplacement du MILAN,.
 Qatar
En décembre 2017, le Qatar a ouvert des négociations avec MBDA pour l'acquisition de 650 missiles Akeron MP dans le but de remplacer les missiles antichars HOT et MILAN.

## Versions futures
En février 2017, MBDA créait une société commune en Inde avec Larsen & Toubro destinée à développer et produire localement divers systèmes de missiles. Dans ce cadre, un dérivé du MMP serait développé pour répondre au besoin ATGM5 (Anti Tank Guided Munition 5th Generation) de l’armée indienne.